# Gyurcsány Ferenc plágiumügye
Gyurcsány Ferenc plágiumügye 2012 tavaszán tört ki, amikor Gyurcsány Ferencet, Magyarország  korábbi miniszterelnökét azzal vádolták, hogy ugyanabban a témában írt szakdolgozatot, mint az akkori sógora.
Gyurcsány Ferenc 1984-ben írta meg szakdolgozatát "A Balaton-felvidék szőlészete és borászata" címmel. Volt sógora, Rozs Szabolcs négy évvel korábban szintén a Balaton-felvidék borászatáról írt.
A Pécsi Újság 2012. április 2-i cikkében kétségbe vonta, hogy Gyurcsány egyáltalán adott be szakdolgozatot. Geresdi István, a Pécsi Tudományegyetem tudományos karának dékánja elmondta a Pécsi Újságnak, hogy nem találták meg Gyurcsány dolgozatát. Továbbá hozzátette, hogy egyedül az ő dolgozata hiányzott.
Április 3-án Gyurcsány megosztott egy oldalt az egységnaplójában, amelyben az állt, hogy beadta a szakdolgozatát. Azt is állította, hogy nem tudta, hol van a szakdolgozata, de megpróbálja megkeresni. Két héttel később, április 13-án bejelentette, hogy nem találta meg a dolgozatot.
Április 27-én a Hír TV bejelentette, hogy bizonyítékot találtak arra, hogy Gyurcsány volt sógora, Rozs Szabolcs már készített egy hasonló című és témájú szakdolgozatot.
Három nappal később, április 30-án a Hír TV bejelentette, hogy átnézték és összehasonlították a dolgozatokat, és Gyurcsány dolgozata (a meglévő tartalomjegyzék alapján) hasonlít Rozs Szabolcs dolgozatának első feléhez.
Gyurcsány Ferenc ezután pert indított a Hír TV ellen, amit meg is nyert; miután sem megerősíteni, sem cáfolni nem tudták, hogy a szakdolgozata plágium lett volna.